# Aprostocetus ericae
Aprostocetus ericae is een vliesvleugelig insect uit de familie Eulophidae. De wetenschappelijke naam is voor het eerst geldig gepubliceerd in 1837 door Dufour.